# Bảo Thái (nhà Thanh)
Bảo Thái (chữ Hán: 保泰; 1682 – 1730), Ái Tân Giác La, là một Tông thất của nhà Thanh trong lịch sử Trung Quốc.

## Cuộc đời
Bảo Thái được sinh ra vào giờ Thân, ngày 7 tháng 4 (âm lịch) năm Khang Hi thứ 21 (1682), trong gia tộc Ái Tân Giác La. Ông là con trai thứ ba của Dụ Hiến Thân vương Phúc Toàn, và là anh trai ruột của Điệu Thân vương Bảo Thụ. Mẹ ông là Trắc Phúc tấn Qua Nhĩ Giai thị (瓜爾佳氏). Năm Khang Hi thứ 41 (1702), tháng 4, ông được phong tước Thế tử của Dụ vương phủ. Tháng 10 ăm thứ 42 (1703), cha ông qua đời, ông được tập tước Dụ Thân vương đời thứ 2. Dụ vương phủ vốn không phải Thiết mạo tử vương, đáng lý ra ông chỉ được phong làm Quận vương, nhưng vì Khang Hi Đế thương tiếc anh trai mà cho phép giữ nguyên tước Thân vương.
Năm Ung Chính nguyên niên (1723), tháng 2, ông quản lý sự vụ của Lý Phiên viện, và Mãn Châu Tương Hoàng kỳ. Tháng 7 cùng năm, cho phép vào cung thảo luận chính sự, quản lý Mông Cổ sự vụ. Tháng 9, quản lý Tương Bạch kỳ Hán quân sự vụ. Năm thứ 2 (1724), tháng 2, quản lý Lễ bộ sự vụ. Tháng 4 cùng năm, quản lý Tông Nhân phủ sự vụ, tham gia Tổng lý sự vụ. Tháng 10 cùng năm, khi đang trong tang kỳ của Nhân Thọ Hoàng thái hậu, ông cùng Liêm Thân vương Duẫn Tự diễn kịch, không tỏ vẻ đau xót, Ung Chính Đế nổi giận, cách hết tước vị và chức vụ của ông. Tước vị sẽ do Quảng Linh – con trai thứ 2 của Điệu Thân vương Bảo Thụ, em trai ông tập tước. Năm thứ 8 (1730), ngày 19 tháng 8 (âm lịch), giờ Tỵ, ông qua đời, thọ 49 tuổi. Ông là vị Thân vương có nhiều con trai nhất lịch sử nhà Thanh (25 con trai), nhưng có đến 14 người con chết yểu.

## Gia quyến

### Thê thiếp

#### Đích Phúc tấn
- Nguyên phối: Mạnh Giai thị (孟佳氏), con gái của Trung thư Thường An (常安).
- Kế thất: Qua Nhĩ Giai thị (瓜爾佳氏), con gái của Tướng quân Thạch Văn Bính (石文炳).
- Tam Kế thất: Qua Nhĩ Giai thị (瓜爾佳氏), con gái của Thị lang Mục Thành Cách (穆成格).

#### Thứ thiếp
- Ngô thị (吳氏), con gái của Ngô Quốc Hưng (吳國興).
- Thư Mục Lộc thị (舒穆祿氏), con gái của Ngang A (昂阿).
- Lưu thị (劉氏), con gái của Định Quý (定貴).
- Điền thị (田氏), con gái của Điền Tứ (田四).
- Qua Nhĩ Giai thị (瓜爾佳氏), con gái của Nhị đẳng Thị vệ Thức Nhĩ (式邇).
- Chu thị (朱氏), con gái của Chu Quốc Hiện (朱國顯).
- Hạng thị (項氏), con gái của Thụy Ngũ (瑞五).
- Quách thị (郭氏), con gái của Quách Thanh (郭清).
- Di thị (施氏), con gái của Di Thành Đạo (施誠道).
- Khương thị (姜氏), con gái của Vượng Lễ (旺禮).
- Vương thị (王氏), con gái của Vương Tự (王緒).
- Lý thị (李氏), con gái của Bố Nhan Đồ (布顏圖).
- Điền thị (田氏), con gái của Điền Quý (田貴).

### Hậu duệ

#### Con trai
1. Quảng Thiện (廣善; 1697 – 1745), mẹ là Đích Phúc tấn Mạnh Giai thị. Năm 1722 được phong tước Dụ vương phủ Thế tử. Năm 1724 bị cách tước. Có 4 con trai.
2. Quảng Ân (廣恩; 1699 – 1739), mẹ là Đích Phúc tấn Mạnh Giai thị. Có 2 con trai.
3. Quảng Hoa (廣華; 1704 – 1751), mẹ là Đích Phúc tấn Mạnh Giai thị. Có 2 con trai.
4. Quảng Quý (廣貴; 1705 – 1750), mẹ là Thứ thiếp Điền thị (con gái của Điền Tứ). Có 7 con trai.
5. Quảng Dụ (廣裕; 1708 – 1735), mẹ là Kế Phu nhân Qua Nhĩ Giai thị. Có 1 con trai.
6. Quảng Nghĩa (廣義; 1709 – 1711), mẹ là Thứ thiếp Điền thị (con gái của Điền Tứ). Chết yểu.
7. Quảng Huệ (廣惠; 1709 – 1712), mẹ là Kế Phu nhân Qua Nhĩ Giai thị. Chết yểu.
8. Quảng Quốc (廣國; 1710 – 1712), mẹ là Kế Phu nhân Qua Nhĩ Giai thị. Chết yểu.
9. Quảng Thanh (廣淸; 1711 – 1712), mẹ là Thứ thiếp Qua Nhĩ Giai thị. Chết yểu.
10. Quảng Tú (廣秀; 1711 – 1712), mẹ là Thứ thiếp Thư Mục Lộc thị. Chết yểu.
11. Quảng Khanh (廣卿; 1712 – 1713), mẹ là Thứ thiếp Thư Mục Lộc thị. Chết yểu.
12. Quảng Niên (廣年; 1714 – 1774), mẹ là Thứ thiếp Qua Nhĩ Giai thị. Có 5 con trai.
13. Quảng Duyên (廣緣; 1714 – 1719), mẹ là Thứ thiếp Thư Mục Lộc thị. Chết yểu.
14. Quảng Vân (廣雲; 1715 – 1756), mẹ là Thứ thiếp Chu thị. Có 2 con trai.
15. Quảng Thần (廣臣; 1718 – 1719), mẹ là Thứ thiếp Thư Mục Lộc thị. Chết yểu.
16. Quảng Thăng (廣昇; 1720 – 1741), mẹ là Thứ thiếp Thư Mục Lộc thị. Vô tự.
17. Quảng Anh (廣英; 1720 – 1767), mẹ là Thứ thiếp Lưu thị. Có 2 con trai.
18. Quảng Hán (廣漢; 1723 – 1724), mẹ là Thứ thiếp Thư Mục Lộc thị. Chết yểu.
19. Quảng Khôn (廣坤; 1724 – 1786), mẹ là Thứ thiếp Hạng thị. Có 5 con trai.
20. Quảng Tiến (廣先; 1725 – 1726), mẹ là Thứ thiếp Hạng thị. Chết yểu.
21. Quảng Xuân (廣春; 1725 – 1730), mẹ là Thứ thiếp Quách thị. Chết yểu.
22. Quảng Cát (廣吉; 1727 – 1774), mẹ là Thứ thiếp Hạng thị. Có 1 con trai.
23. Quảng Chiếu (廣照; 1728 – 1729), mẹ là Thứ thiếp Di thị. Chết yểu.
24. Quảng Cầu (廣求; 1728 – 1729), mẹ là Thứ thiếp Hạng thị. Chết yểu.
25. Quảng Thụy (廣瑞; 1730 – 1736), mẹ là Thứ thiếp Di thị. Chết yểu.